# Oportunitat relativa
Oportunitat relativa (OR) és el quocient de dues oportunitats. És una mesura estadística utilitzada fonamentalment en epidemiologia analítica per quantificar la força de l'associació estadística entre una exposició i una malaltia. Prové de l'anglès "Odds ratio" que el Termcat tradueix per "Oportunitat relativa".

## Definició
L'oportunitat relativa és la raó entre dos quocients (l'oportunitat que un esdeveniment tingui lloc en un grup i l'oportunitat que tingui lloc en un altre grup), essent cadascun d'ells la raó entre la probabilitat que allò succeeixi i la probabilitat que no succeeixi. Si la probabilitat de l'esdeveniment en el primer grup és p1 i en el segon és de p₂, llavors, l'oportunitat relativa és:
{\displaystyle Oportunitat~relativa={Oportunitat~1r~grup \over Oportunitat~2n~grup}={p_{1}/(1-p_{1}) \over p_{2}/(1-p_{2})}={p_{1}/q_{1} \over p_{2}/q_{2}},}
on qi = 1 - pi.

## Interpretació
Existeixen tres possibilitats:
- Oportunitat relativa d'1: la probabilitat de l'esdeveniment és la mateixa en els dos grups.
- Oportunitat relativa més gran d'1: la probabilitat de l'esdeveniment és més gran en el primer grup que en el segon.
- Oportunitat relativa menor d'1: la probabilitat de l'esdeveniment és més petita en el primer grup que en el segon.

## L'oportunitat relativa en els estudis epidemiològics
L'oportunitat relativa es pot estimar, fonamentalment, mitjançant un estudi de cohorts o un de casos i controls.

### Oportunitat relativa en un estudi de cohorts
Simplificant, en un estudi de cohort s'estudia un grup exposat a un factor i un altre grup similar no exposat al factor, i es determina la incidència de la malaltia en cada grup al final de l'estudi. L'oportunitat relativa és la raó de l'oportunitat d'emmalaltir del grup exposat al factor i l'oportunitat d'emmalaltir del grup no exposat.
Els resultats d'un estudi de cohort es poden resumir en la següent taula 2x2:
|             | Malalts | No Malalts | Total |
| ----------- | ------- | ---------- | ----- |
| Exposats    | a       | b          | a+b   |
| No exposats | c       | d          | c+d   |
| Total       | a+c     | b+d        | N     |

La taula indica, per exemple, que dels "a+b" participants exposats al factor estudiat, "a" van desenvolupar la malaltia investigada durant l'estudi i "b" no la van desenvolupar.
Utilitzant la notació de la taula anterior, l'oportunitat relativa en un estudi de cohort es pot estimar:
{\displaystyle Oportunitat~relativa={Oportunitat~malaltia~exposats \over Oportunitat~malaltia~noexposats}={a/b \over c/d}.}
L'oportunitat relativa (OR) indica quantes vegades és més gran l'oportunitat de malaltia en els exposats respecte als no exposats. Per exemple, una OR de 3 indica que l'oportunitat de malaltia en els exposats és tres vegades la dels no exposats.

#### Interpretació
Existeixen tres possibilitats:
- OR = 1: no existeix associació entre l'exposició i la malaltia.
- OR > 1: associació positiva entre l'exposició i la malaltia. Si aquesta associació no és deguda a l'atzar o a la presència de biaixos o de es variables de confusió, podrà afirmar-se que l'exposició és un factor de risc de la malaltia.
- OR < 1: associació negativa entre l'exposició i la malaltia. Si aquesta associació no és deguda a cap error (atzar, biaixos o variables de confusió), podrà afirmar-se que l'exposició és un factor de protecció de la malaltia.

#### Exemple
Suposem que s'ha estudiat durant 10 anys a 362 persones d'un nivell socioeconòmic (NSE) baix i 340 persones similars, però d'un nivell socieconòmic alt. La malaltia estudiada és la malaltia coronària. Al final del seguiment els resultats són:
|          | Casos | Controls | Total |
| -------- | ----- | -------- | ----- |
| NSE baix | 48    | 314      | 362   |
| NSE alt  | 24    | 316      | 340   |
| Total    | 72    | 630      | 702   |

Per les dades de la taula, l'oportunitat relativa és (si en els 10 anys de seguiment no s'han produït "perduts de vista"):
{\displaystyle {\begin{pmatrix}Oportunitat\\relativa\end{pmatrix}}={Oportunitat~malaltia~NSE~baix \over Oportunitat~malaltia~NSE~alt}={48/314 \over 24/316}={0,15 \over 0,076}=2,01.}
L'oportunitat d'emmalaltir en el grup de nivell socioeconòmic baix és 2,01 vegades la del grup amb un nivell socioeconòmic alt. Si l'estudi no presenta cap error (aleatori o sistemàtic) i tampoc existeix cap variable de confusió, es podria concloure que el nivell socioeconòmic baix és un factor de risc cardiovascular.

### Oportunitat relativa en un estudi de casos i controls
Resumint, en un estudi de casos i controls es selecciona un grup de malalts ("casos") i un grup similar, però sense la malaltia ("controls"), i es determina, en cada participant, els antecedents d'exposició al factor que es vol estudiar. L'oportunitat relativa és la raó de l'oportunitat d'exposició dels casos i dels controls.
Els resultats d'un estudi de casos i controls es poden resumir en la següent taula 2x2:
|             | Casos | Controls | Total |
| ----------- | ----- | -------- | ----- |
| Exposats    | a     | b        | a+b   |
| No exposats | c     | d        | c+d   |
| Total       | a+c   | b+d      | N     |

Utilitzant la notació de la taula anterior, l'oportunitat relativa en un estudi de casos i controls es pot estimar:
{\displaystyle Oportunitat~relativa={Oportunitat~exposici{\acute {o}}~casos \over Oportunitat~exposici{\acute {o}}~controls}={a/c \over b/d}}
L'oportunitat relativa indica quantes vegades és més gran l'oportunitat d'exposició en els casos respecte als controls. Per exemple, una oportunitat relativa de 3 indica que l'oportunitat d'exposició en els casos és tres vegades la dels controls.

#### Interpretació
La interpretació de l'oportunitat relativa d'un estudi de casos i controls és la mateixa que la d'un estudi de cohorts (assumint que no existeixen errors en l'estudi): si OR=1, no existeix associació; si OR>1, l'exposició està associada a la malaltia; si OR<1, l'exposició protegeix de la malaltia.

#### Exemple
Estudi sobre l'associació entre l'exposició laboral al tricloroetilè i càncer renal (Vamvakas et al., 1998). Les variables fonamentals de l'estudi varen ser:
- Malaltia: Carcinoma de cèl·lules renals:
  - Casos: 58 malalts nefrectomitzats per càncer de cèl·lules renals en un hospital en 4 anys.
  - Controls: Tots els malalts ingressats per accidents en tres altres hospitals de la zona.
- Exposició: Exposició laboral al tricloroetilè.

Els resultats varen ser:
|             | Casos | Controls |
| ----------- | ----- | -------- |
| Exposats    | 19    | 7        |
| No exposats | 39    | 77       |
| Total       | 58    | 84       |

L'oportunitat d'exposició del casos és 19/39 = 0,49. La dels controls és 7/77 = 0,09. L'oportunitat relativa és:
{\displaystyle {\begin{pmatrix}Oportunitat\\relativa\end{pmatrix}}={Oportunitat~exposici{\acute {o}}~casos \over Oportunitat~exposici{\acute {o}}~controls}={19/39 \over 7/77}={0,49 \over 0,09}=5,4.}
L'oportunitat d'exposició en els casos és 5,4 vegades la dels controls. Si l'estudi no presenta cap error (aleatori o sistemàtic) i tampoc existeix cap variable de confusió, es podria concloure que l'exposició laboral al tricloroetilè és un factor de risc pel càncer renal.